# Ітре-Гвалер (національний парк)
Національний парк Ітре-Гвалер (норв. Ytre Hvaler nasjonalpark, досл. «Outer Hvaler національний парк») — національний парк розташований в муніципалітетах Гвалер та Фредрікстад в Естфоллі, Норвегія. Парк був створений 26 червня 2009 року і був першим національним морським парком у країні Норвегія.
Ітре-Гвалер в основному морський парк, що охоплює зовнішні частини шхер східного берега Осло-фіорд. На півдні межі національного парку лежать на кордоні Норвегії та Швеції поруч із національним парком Костергавет. Ітре-Гвалер займає площу 354 км2 (137 миля2) , з яких 340 км2 (130 миля2) — це море і 14 км2 (5 миля2) — це суходіл.
Населені пункти в цьому районі могли бути такими ж старими, як і бронзова епоха. У парку переважає прибережна культура, яка використовувала цю територію протягом століть, що призвело до того, що він включав човни для рибалки. Акерея був заселений між 1682 і 1807 роками. У парку є понад 50 корабельних аварій, найвідомішою з яких є данський фрегат HDMS Лоссен, який загинув під час Різдвяного потопу 1717 року.
У межах парку є два маяки: Торбйорнск'яєр та Гомлунґен, обидва з яких використовуються Норвезькою прибережною адміністрацією. Острови залишаються у користуванні для випасу худоби. До складу парку входить риф Тислер, кораловий риф із холодною водою, що складається в основному з Лофелії. Тислерський риф — найбільший відомий у Європі кораловий риф у захищених водах і розташований недалеко від острова Тислер.

## Галерея

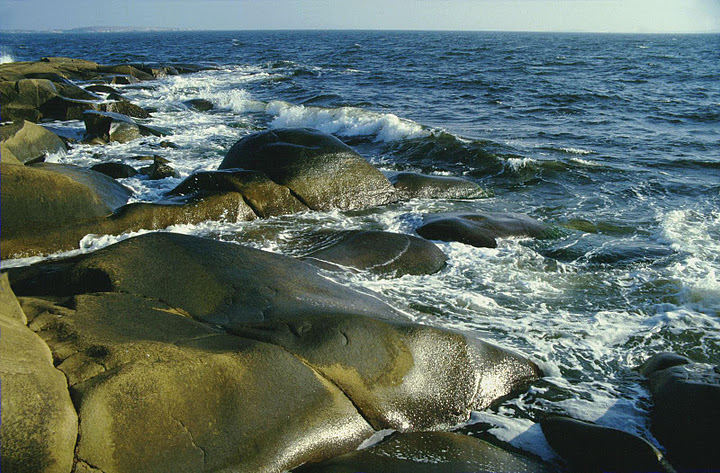
Родшуе
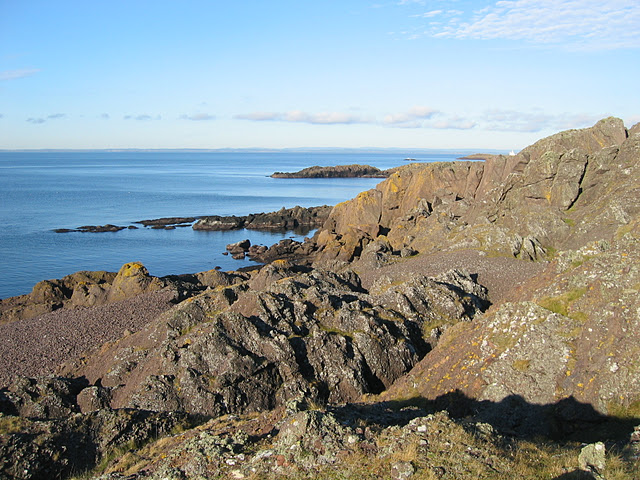
Состеройене
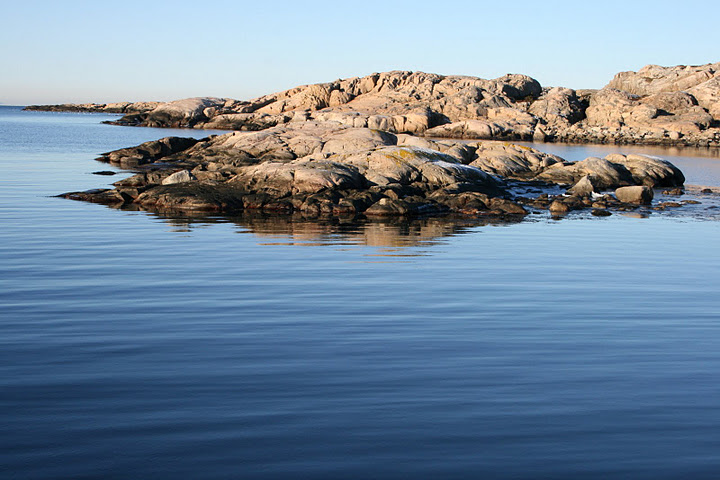
Тислер
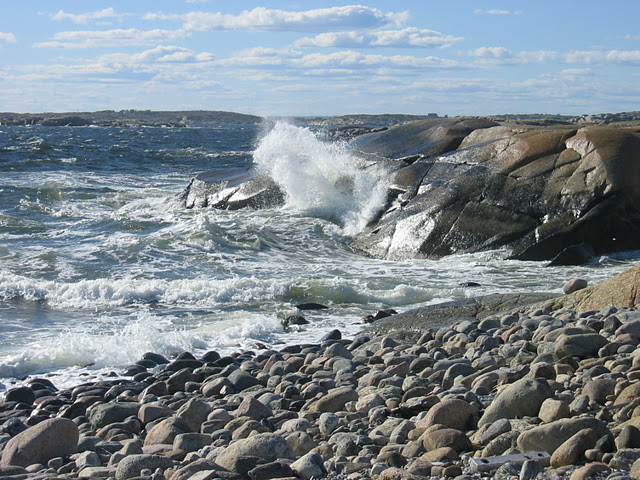
Герфель
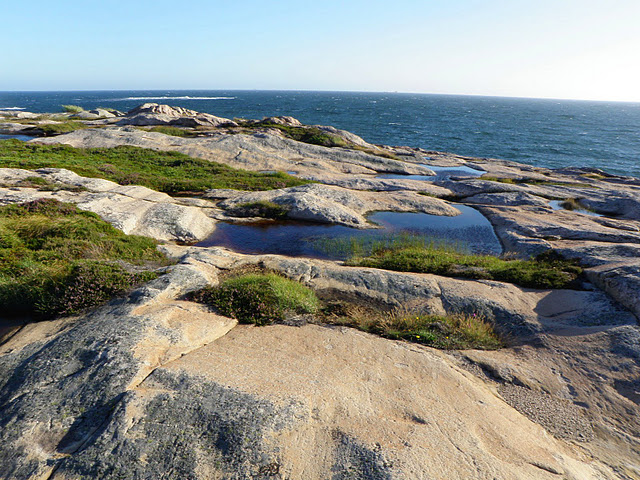
Ґуттормстанген
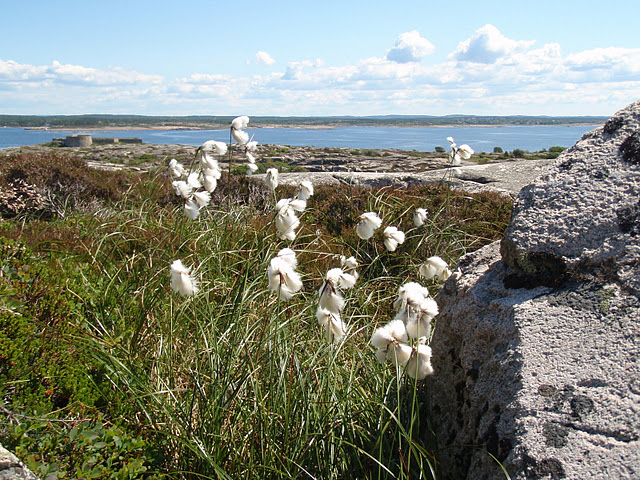
Акерея
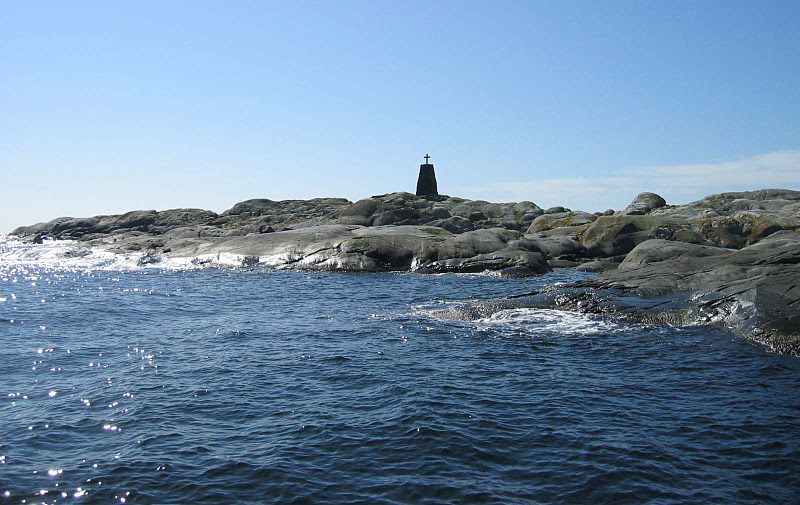
Гейя
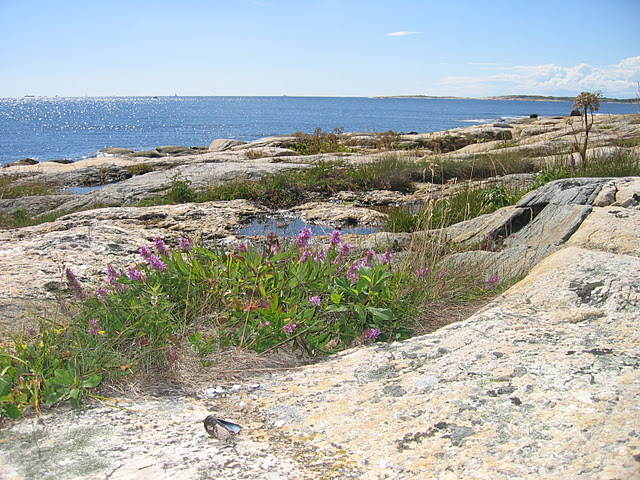
Скам'яніла земля
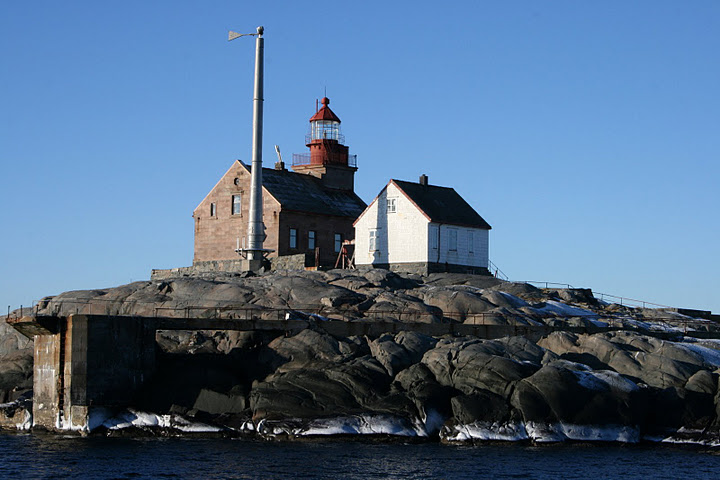
Маяк Торбйорнск'яєр
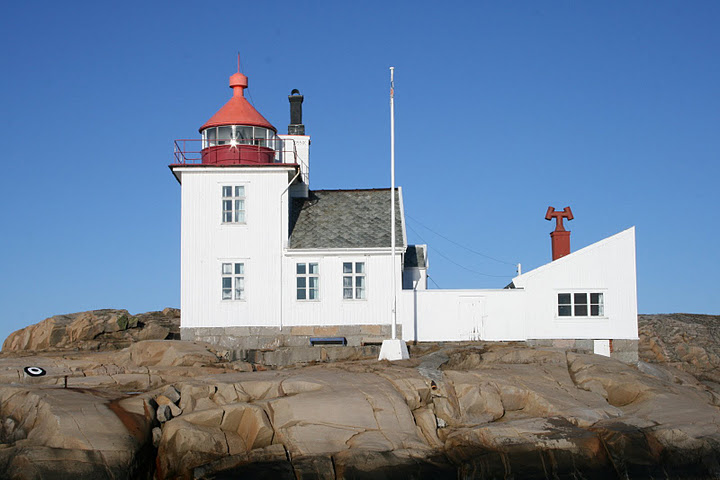
Маяк Голмунґен